# Blåmossa
Blåmossa (Leucobryum glaucum) är en art i släktet blåmossor av familjen Leucobryaceae. Arten förekommer över större delen av Väst- och Centraleuropa.
Blåmossan växer i täta kuddar, alltfrån en decimeter till en halvmeter höga. Den är relativt ljust grön med 7–10 millimeter långa blad. Arten har separata han- och honplantor. Blåmossan förökar sig dels genom gulaktiga sporer, dels vegetativt genom att små blad faller av och bildar en ny individ.
Blåmossan skyr alltför kalkhaltig mark och uppträder gärna på till exempel torv, men också sand eller sten. 
Blåmossan är Blekinges landskapsmossa och växer mest i nordväst i tallskog.